# 纳戈尔诺-卡拉巴赫地区的亚美尼亚难民潮
自2023年9月19日至20日阿塞拜疆当局对納戈爾諾-卡拉巴赫争议地区发动军事行动以来，居住在当地的约10.5万名亚美尼亚人流离失所，被迫出逃，国际专家认为有关行为涉及战争罪或危害人类罪。虽然阿塞拜疆当局强调纳卡地区的亚美尼亚居民十分安全，计划让他们重新融入社会，但阿塞拜疆当局一直实行独裁统治、持续镇压亚美尼亚人，因此相关说法遭到外界怀疑。

## 背景
納戈爾諾-卡拉巴赫是南高加索地区的一片争议领土，在国际社会上被认为是阿塞拜疆的领土，但大部分地区实质上由亚美尼亚人自行宣布建立的阿尔察赫共和国统治。因此，当地经常爆发因种族冲突及领土纠纷挑起的军事冲突。
早在苏联统治时期，生活在納戈爾諾-卡拉巴赫自治州的亚美尼亚人就遭到严重的歧视，阿塞拜疆苏维埃社会主义共和国当局在纳卡地区内压迫亚美尼亚人的文化及身份认同，积极鼓励亚美尼亚人撤离当地，改由阿塞拜疆人进驻。尽管如此，亚美尼亚人还是占据了当地人口的大多数。至1988年，也就是开放政策时期，纳卡地区曾进行过一次公投，已决定是否由亚美尼亚苏维埃社会主义共和国接管纳卡地区，结果导致阿塞拜疆各地的亚美尼亚人遭到当局屠杀，其后再演变成为亚美尼亚人与阿塞拜疆人互相进行暴力行动，从而引爆第一次纳戈尔诺-卡拉巴赫战争。战争期间，大约50万阿塞拜疆人和18.6万亚美尼亚人从纳卡及亚美尼亚控制的周边地区逃难，阿塞拜疆本土则有30万到50万亚美尼亚人逃难。2020年，第二次納戈爾諾-卡拉巴赫戰爭爆发，造成上千人伤亡，阿塞拜疆取得显著胜利。战后阿塞拜疆收复了纳卡附近的所有领土，以及三分之一的纳卡领土。自那次战争以来，纳卡地区多次出现违反停火协议的行动，再加上两国边境危机一直持续，多年来一直出现零星伤亡。
2022年12月，阿塞拜疆当局封锁了连接纳卡和亚美尼亚地区原本由俄罗斯维和部队管控的拉钦走廊，造成纳卡地区物资供应短缺。2023年2月，国际法院下令阿塞拜疆确保纳卡地区的通行自由，并裁定封锁行动对纳卡地区亚美尼亚人的“生命健康”构成“真正且迫在眉睫的风险”。至2023年9月初，封锁行动造成纳卡地区人员物资几乎耗尽，药品及汽油严重短缺，而当地人的主食面包也只能是每户每天一条。除此之外，阿塞拜疆当局还破坏了当地的关键民用基础设施，包括加油站、电力设施及互联网。2023年6月边境交火事件爆发后，当局在走廊设立边境检查站，禁止一切车辆通行，以加强对当地的封锁。国际刑事法院首届检察官路易斯·莫雷诺·奥坎波等国际观察人士担心阿塞拜疆的封锁行动会引发种族灭绝。奥坎波特别指出，阿塞拜疆当局采取阻截食品药品等重要物资等行为，似乎是有计划地影响纳卡地区亚美尼亚居民的生活条件，从而在实际层面进行毁灭打击。2023年8月，封锁的直接影响开始出现，一位纳卡地区的居民被饿死。亚美尼亚总统瓦哈根·哈恰图良批评阿塞拜疆当局让纳卡的亚美尼亚人陷入饥饿，以此进行种族灭绝。无独有偶，美国政治学家罗纳德·格里戈尔·苏尼也表示：“巴库决心让亚美尼亚人无法生活，让他们挨饿，迫使他们离开”。
2023年9月19日，阿塞拜疆对纳卡地区发动新一轮攻势，计划消灭阿尔察赫共和国的武装部队。冲突持续了24小时，双方有数百人死亡，另外有五名俄罗斯维和人员阵亡。随后阿尔察赫政府接受阿塞拜疆方面提出的投降事件，双方启动谈判，随后阿塞拜疆重新开放通往亚美尼亚的道路。这一举动为亚美尼亚人提供了撤离该地区的途径，自9月24日起，大量亚美尼亚人开始撤离。

## 难民潮

自2023年9月24日起纳卡地区人口的变动，当中蓝色线代表出逃居民，浅绿色代表留下来的居民

阿塞拜疆入侵纳卡前，外界担忧一直以来秉持反亚美尼亚情绪的阿塞拜疆当局可能对当地的亚美尼亚人实施种族灭绝。阿塞拜疆总统代表埃尔钦·阿米尔贝约夫发出严厉警告，称纳卡地区如果不投降，“种族灭绝就有可能发生”。针对种族灭绝的担忧，人道主义援助救济信托基金（Humanitarian Aid Relief Trust）创办人卡罗琳·考克斯女男爵敦促英国政府采取措施，避免悲剧发生。
纳卡地区防卫力量倒台后，莱姆金预防种族灭绝研究所发出警告，提请各方注意亚美尼亚人面临严重的种族灭绝风险，强调阿塞拜疆军队内的反亚美尼亚情绪异常高涨。此外，当地平民还受到了威胁及辱骂性信息，而留在纳卡当地的亚美尼亚人遭到屠杀的报道也在阿塞拜疆人的社交媒体频道中疯传。种族灭绝观察也发出警告，将事件列为旗下“种族灭绝十个阶段”框架的第九阶段，即“消灭”（Extermination）。
虽然阿塞拜疆当局强调纳卡地区的亚美尼亚居民十分安全，计划让他们重新融入社会，因此相关说法遭到外界怀疑。

### 时间线

#### 2023年9月
9月24日，尽管阿爾察赫封鎖仍在持续，阿塞拜疆当局还是批准亚美尼亚平民利用拉欽走廊单程前往亚美尼亚。随着当地居民对种族灭绝、种族情绪及迫害的担忧不断攀升，第一批难民顺利通过科尔尼佐尔检查哨抵达亚美尼亚。亚美尼亚当局报告当天有1050名难民安全抵达。随着第一批亚美尼亚人安全离开的消息不断传播，大批亚美尼亚人也走上了逃亡之路。
9月25日，亚美尼亚当局表示6500名纳卡居民成功到埠。经过封锁行动造成燃料供应稀缺的几个月，一艘满载燃油的货轮为逃亡民众提供加油，方便他们踏上前往亚美尼亚的旅途。当天斯捷潘納克特的加油站无偿为逃难的亚美尼亚人提供燃油。就在科尔尼佐尔的一家加油站排起等候加油的车龙时，油站地下的一个50吨的油罐发生爆炸，造成至少170人死亡、数百人受伤，受害者多位等候加油前往亚美尼亚的民众。伤者出现不同程度的烧伤，在阿尔察赫共和医疗中心、亚美尼亚阿雷维克社区机构的医疗设施、霍賈雷的医疗站，以及俄罗斯维和人员的医疗中心接受救治。阿塞拜疆总统府表示已派出一架载有医疗物资的救护车。有142名伤者后来被送到亚美尼亚。
9月26日，亚美尼亚当局表示至少2.8万人逃离了纳卡地区，约等于当地四分之一人口。
9月27日，亚美尼亚当局表示至少5万人逃离了纳卡地区，约等于当地40%人口，其中1.7万人为儿童。当天，前阿尔察赫政府高级官员、商人鲁本·瓦尔达尼扬在进入亚美尼亚的途中被阿塞拜疆军队逮捕。另外瓦古哈斯村的村民表示阿塞拜疆军人闯入村子，朝天空开枪，要求居民撤离。
9月28日，逃亡人数超过6.5万人，占纳卡地区总人口超过一半。从斯捷潘纳克特前往亚美尼亚的疏散路线已经堵塞了好几天，许多人被迫在车里过夜。对于许多难民来说，通常只需2个小时的车程要走惊人的30个小时。
9月29日，逃难人数达到9.77万，占总人口80%。有难民表示自己已经在车队中待了好几天，一天只能开几百米。亚美尼亚卫生部长阿纳希特·阿瓦尼西安表示途中有部分难民因为营养不良、缺乏药品和舟车劳顿而死亡。
9月30日，人数达到了10.04万人。

#### 2023年10月
10月2日，最后一辆搭载重病或行动不便难民的大巴进入亚美尼亚。亚美尼亚当局表示纳卡地区12万居民中，有100514人离开。视察当地的联合国代表团认为当天纳卡地区只有50到1000名亚美尼亚人。
截至10月3日中午，抵达难民总数达100617人。

### 亚美尼亚当局的支援
9月28日，46辆原本在亚美尼亚首都叶里温运营的大巴前往纳卡地区，从斯捷潘纳克特接送1560人前往戈里斯，支援难民撤离行动。亚美尼亚还向阿尔察赫地区派出23辆载有专家及红十字会人员的救护车，有23名重症人士被救护车送往亚美尼亚。戈里斯剧院临时变为红十字会安置难民的场所，后来瓦伊克也开设了庇护中心。

## 对种族灭绝及种族清洗的警告
政治分析人士及纳卡居民都认为阿塞拜疆进攻纳卡地区的主要目标，是进行种族清洗。国际刑事法院首届检察官路易斯·莫雷诺·奥坎波将纳卡地区的情况比作另一场正在酝酿中的亚美尼亚种族灭绝，认为阿塞拜疆的封锁行动违反了《防止及惩治灭绝种族罪公约》第2条丙款的“故意使该团体处于某种生活状况下，以毁灭其全部或局部之生命”，而后续的入侵行为违反了第2条甲款“杀害该团体之分子”和乙款“致使该团体之分子在身体上或精神上遭受严重伤害”。他警告，国际社会的惰性可能会助长阿塞拜疆的气焰，让他们相信实施种族灭绝不会造成重大后果。他还否认了阿塞拜疆总统阿利耶夫否认计划实行种族清洗的说法，因为阿里耶夫经常说亚美尼亚是“西阿塞拜疆”，宣称“今天的亚美尼亚是我们的领土”。美国政府负责人道主义援助的最高级官员、曾为种族灭绝议题学者的萨曼莎·鲍尔拒绝使用“种族灭绝”一词，但表示已经从逃离暴力和匮乏，害怕在阿塞拜疆政府统治下生活的人士那里搜集证词。国际法专家、明尼苏达大学访问学者、国际种族灭绝学者协会主席梅兰妮·奥布莱恩（Melanie O'Brien）认为阿塞拜疆当局致使大批人流离失所的行为涉及战争罪或危害人类罪。相关说法建基于当局故意制造的压迫性环境，先是封锁当地，之后发动入侵，继而导致阿尔察赫地区亚美尼亚人的独特身份可能面临种族灭绝破坏。
亚美尼亚总理尼科尔·帕希尼扬、塞浦路斯外交部、以色列《国土报》 等纷纷指控阿塞拜疆当局进行种族清洗。
阿塞拜疆当局否认战争罪指控，同时敦促亚美尼亚人留在当地，却在一份地图中将斯捷潘纳克特的一条街道改用亚美尼亚大屠杀始作俑者恩维尔帕夏的名字命名。联合国难民署驻亚美尼亚代表团未收到出逃难民遭到虐待的事件或案例；在回答媒体提问的时候，代表团表示不能就相关行为是否构成种族清洗、当前局面是否属于难民状况进行评论。美国国际开发署代表团表示已了解到“平民遭受暴力的令人不安的报告”，同时已从逃离暴力和匮乏，害怕在阿塞拜疆政府统治下生活的人士那里搜集证词。美国国务院拒绝评论亚美尼亚人所说的种族清洗，但强调会认真对待有关指控。欧洲理事会主席夏尔·米歇尔也拒绝将纳卡地区的难民潮定性为种族清洗。

## 国际社会回应
针对纳卡地区的人道主义危机，多国承诺会向亚美尼亚难民提供援助，其中包括伊朗、英国和欧盟。美国国际开发署署长萨曼莎·鲍尔与美国国务院欧洲与欧亚事务代理助理国务卿尤里·金前往亚美尼亚探望受灾难民，承诺会提供1.15亿美元的人道主义援助资金。鲍尔表示，据现场医生观察，许多难民都出现了严重的营养不良。9月28日，美国国际开发署向当地派出灾难援助响应小组，协调美国的人道主义援助工作。塞浦路斯表示已经向难民提供人道主义援助，同时正考虑在必要情况下接收难民。
2023年10月1日，联合国向纳卡地区派出代表团，以处理人道主义需求。亚美尼亚请求国际法院重申其2023年2月的裁决，要求阿塞拜疆当局确保拉钦走廊的通行自由，避免采取任何直接或间接将剩余亚美尼亚人赶出当地的行为。